# Andes Televisión
Andes Televisión, fue una programadora y una productora de televisión colombiana.

## Historia
Esta programadora fue fundada en 1995 por Luis Guillermo Ángel exdirector de Inravisión, en los inicios esta empresa le adjudicó a Canal A en la programación especial de los días festivos presentando largometrajes y programas especiales. 
Dos años más tarde antes de la apertura de la licitación de 1997 su participación se la vendió a Roberto Posada García-Peña “D´Artagnan” periodista colombiano del periódico El Tiempo fallecido el 23 de febrero de 2009 en Bogotá, y que presentó entre 2005 y 2008 el programa Qué está cocinando D´Artagnan de Colombiana de Televisión. Antes del cierre de la licitación de 1997 la familia del expresidente Julio César Turbay Ayala compró la parte mayoritaria de la programadora y anunció su retiro de la licitación del Noticiero Criptón que tenía su participación al que el apoderado fue Alejandro Montejo (exdirector de Inravisión y fundador de Televisión Virtual de Colombia, programadora de Teveandina y que transmitió el nuevo Noticiero Criptón).
“D´Artagnan” y la familia del expresidente Julio Cesar Turbay Ayala, liderada por María Carolina Hoyos Turbay (hija de la fallecida Diana Turbay) exdirectora de la Comisión Nacional de Televisión se unieron para presentar a la licitación de 1997 y finalmente le fue favorecido en el Canal A en la que fue adjudicada una franja para noticiero en el horario del mediodía y los 9.5 horas de programación en total. 
En diciembre de 1997 la programadora Prego Televisión que era poseedor del Noticiero Nacional y que fue eliminado de esa licitación (debido a su fusión con Caracol Televisión para el proyecto informativo del futuro canal privado) le vendió sus derechos a Andes Televisión y el 1º de enero de 1998, Andes Televisión empezó a usar el nombre del noticiero para el horario del mediodía pero en el Canal A.
Esta programadora fue la única que se comercializó a manos de Comtevé la comercializadora de publicidad, propiedad de Caracol Televisión ya que las demás programadoras del Canal A eran comercializadas por la firma Mejía & Asociados S.A. liderado por Carlos Mejía que compró a Datos y Mensajes que era de la familia del expresidente Andrés Pastrana. La crisis de esta programadora en el 2000 obligó a salir del aire el Noticiero Nacional y posteriormente fue reemplazado por programas de televentas para sobrevivir de la crisis al igual que los demás concesionarios de espacios de televisión de los canales Uno y A y le devolvieron las 4 horas adicionales que dejaron RCN Televisión y Caracol Televisión al igual que DFL Televisión, Coestrellas, CPT Televisión, Proyectamos Televisión y RTI Televisión.

## Cierre
Fue liquidado en marzo de 2003 al mismo tiempo que Proyectamos Televisión como consecuencia de que la Comisión Nacional de Televisión le prohibieron la emisión de televentas como opción para sobrevivir de la crisis económica de las demás programadoras de televisión y el plan de salvamento que los programadores les propusieron a la Comisión Nacional de Televisión como Tulio Ángel Arbeláez de Proyectamos Televisión. Esta fue una de las últimas programadoras que se retiraron de la programación de 1998-2003 después de Proyectamos Televisión, DFL Televisión, CPT Televisión, CPS Televisión y Coestrellas que también corrieron la misma suerte que Andes Televisión.